# Dieter Weisskopf
Dieter Rudolf Weisskopf (* 2. September 1955) ist ein Schweizer Manager. Er war bis Ende September 2022 CEO des Schokoladenherstellers Lindt & Sprüngli, seit 2022 ist er VR-Mitglied.

## Werdegang
Weisskopf übernahm in der Lindt & Sprüngli Gruppe im Jahr 1995 die Konzernbereiche Finanzen, Administration, IT und Einkauf und war seit  2004 zusätzlich für die Produktion verantwortlich. Seit dem 1. Oktober 2016 amtet er als CEO der Lindt & Sprüngli Gruppe und ist zudem für die Funktionen Group Legal, Corporate Communications sowie Corporate HR verantwortlich. Er begann seinen beruflichen Werdegang beim Schweizerischen Bankverein und wechselte nach weiteren Bankerfahrungen in Südamerika in den Nahrungsmittelbereich zur Jacobs-Suchard-Gruppe. Bei Jacobs Suchard und bei der Klaus Jacobs Holding war er in leitender Position im Finanzbereich, zuletzt als CFO, in Kanada und der Schweiz tätig.